# Bernardus Bofitwos Baru
Bernardus Bofitwos Baru O.S.A. (ur. 22 sierpnia 1969 w Suswa) – indonezyjski duchowny katolicki, biskup Timiki od 2025.

## Życiorys
Święcenia kapłańskie otrzymał 30 lipca 2006 i został inkardynowany do diecezji Sorong. 
8 marca 2025 papież Franciszek mianował go biskupem diecezji Timiki. Sakry udzielił mu 14 maja 2025 nuncjusz apostolski w Indonezji – arcybiskup Piero Pioppo.